# Голинка (село)
Голинка (укр. Голінка) — село,
Новогребельский сельский совет,
Роменский район,
Сумская область,
Украина.
Код КОАТУУ — 5924186702. Население по переписи 2001 года составляло 443 человека.
https://zakon.rada.gov.ua/go/1079-15
Про уточнення найменування села Голенка Роменського району Сумської області : Постанова Верховної Ради України від 09.07.2003 № 1079-IV.

## Географическое положение
Село Голенка находится на правом берегу реки Сула,
выше по течению на расстоянии в 0,5 км расположено село Новая Гребля,
ниже по течению на расстоянии в 3 км расположено село Свиридовка (Лохвицкий район) Полтавской области,
на противоположном берегу — село Белогорилка (Лохвицкий район) Полтавской области.
По селу протекает пересыхающий ручей с запрудой.
Река в этом месте извилистая, образует лиманы, старицы и заболоченные озёра.

## История
- 2003 — Верховный Совет Украины уточнил украинское название села с укр. Голенка на укр. Голінка.

## Экономика
- Молочно-товарная ферма.

## Известные люди

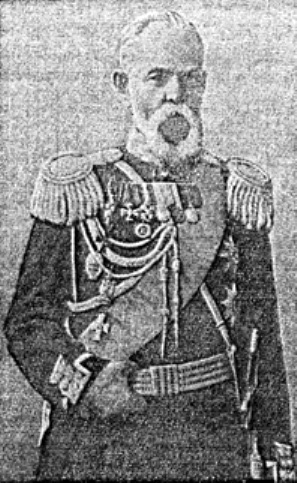
И. А. Стрельбицкий

- Иван Афанасьевич Стрельбицкий (1828—1900) — украинский и российский геодезист и картограф, генерал от инфантерии.